# Mali Kanivți, Ciornobai
Mali Kanivți (în ucraineană Малі Канівці) este un sat în comuna Velîki Kanivți din raionul Ciornobai, regiunea Cerkasî, Ucraina.

## Demografie
Componența lingvistică a localității Mali Kanivți
     Ucraineană (97,11%)
     Rusă (2,89%)
Conform recensământului din 2001, majoritatea populației localității Mali Kanivți era vorbitoare de ucraineană (97,11%), existând în minoritate și vorbitori de rusă (2,89%).